# Wahlkampf auf karibisch
Wahlkampf auf karibisch. Oder: Eine Hand wäscht die andere (englisch: The Suffrage of Elvira, Erstveröffentlichung 1958) ist ein Roman des Trinidader Literaturnobelpreisträgers V. S. Naipaul. Es stellt einen fiktiven Wahlkampf des erst vier Jahre später (1962) tatsächlich unabhängig gewordenen Landes satirisch dar. 
In diesem Roman greift Naipaul Probleme wie Korruption, Vetternwirtschaft sowie Populismus auf, mit denen viele später unabhängig und demokratisch gewordene Länder tatsächlich zu kämpfen haben.

## Handlung
Auf dem Inselstaat Trinidad und Tobago wurde vor vier Jahren, im Jahr 1946, die Demokratie eingeführt. Surujpat Harbans, genannt Pat Harbans oder einfach Pat, würde die zweite Wahl seines Heimatcountys Naparoni, zu dem die Städte Cordoba und Elvira gehören, gerne für sich entscheiden. Dazu muss er jedoch die Mehrheit der rund 8000 Wahlberechtigten des Countys auf seine Seite ziehen, was sich schwieriger gestaltet als angenommen. Denn zunächst geht Harbans davon aus, dass er lediglich die verschiedenen Rädelsführer der ethnischen Gruppierungen auf seine Seite ziehen muss, um zu gewinnen. Konkret sind das der Schneider Mazurus Baksh, der „Führer der Moslems in Elvira“, dessen vermeintliche rund 1000 Stimmen er durch die Anstellung und Bezahlung von Bakshs Sohn zu gewinnen gedenkt, und der Goldschmied Chittaranjan, die „wichtigste Persönlichkeit in Elvira“, der sowohl die Hindu-Stimmen hinter sich vereint als auch zu den Spaniern in Cordoba ein gutes Verhältnis pflegt und selbst bei Moslems und der schwarzen Bevölkerung Hochachtung genießt und so für rund 5000 Stimmen steht. Für dessen Unterstützung verspricht Harbans ihm, dass sein (Harbans) Sohn, ein angehender Arzt, Chittaranjans Tochter zur Frau nehmen wird. Harbans Herausforderer Nathaniel Anaclitus Thomas, genannt Prediger, steht hingegen für die restlichen 2000 Stimmen, vornehmlich die der schwarzen Bevölkerung.
Was nach einem klaren und leichten Sieg aussieht, steht im Laufe des Wahlkampfes jedoch auf immer wackeligeren Beinen. Denn Harbans Kontrahent Prediger setzt auf persönlichen Kontakt zu den Wählern und geht jeden Tag von Haus zu Haus, um durch persönlichen Kontakt Stimmen für sich zu gewinnen. Zusätzlich erobert er mithilfe von Lorkhoor, einem jungen Hindu, auch einige Hindu-Stimmen. Als dann noch die ebenfalls sicher geglaubten Stimmen der Spanier – sie waren von zwei amerikanischen Zeuginnen Jehovas davon überzeugt worden, dass Wählen unchristlich sei – und die Stimmen der Moslems – da Baksh sich aus persönlichen Gründen auf Predigers Seite schlägt – wegfallen, ist Harbans’ Sieg plötzlich alles andere als sicher. Harbans und sein Wahlkomitee, zu dem unter anderem auch Chittaranjan und Bakshs weiterhin loyaler Sohn Foreman, genannt Foam, gehören, versuchen mit immer neuen Ideen die Wahl wieder zu ihren Gunsten zu drehen. Ihre Vorhaben sind jedoch von eher zweifelhaftem Erfolg gekrönt. 
Dennoch kann Harbans die Wahl letztlich mit sicherem Vorsprung für sich entscheiden, da die Zeugen Jehovas die Gunst der Spanier verlieren, die daraufhin wieder wählen gehen, und da Lorkhoor sich für 500 Dollar auf die Seite von Harbans schlägt. Ein weiterer Grund für seinen Wahlsieg waren die immer freigiebiger gezahlten Bestechungsgelder für einzelne Personen oder Personengruppen. Harbans, von den Wirren des Wahlkampfes und der Undankbarkeit und Gier der Bevölkerung Elviras frustriert, beschließt noch während des Wahlkampfes, Elvira für immer den Rücken zu kehren. Als er ein letztes Mal zurückkehrt, um seinem Wahlkampfkomitee eine Kiste Whiskey als Belohnung für den erfolgreichen Wahlkampf zu überreichen, wird er von der sich bereits vergessen fühlenden Bevölkerung Elviras regelrecht belagert. Es gelingt ihm zwar, die Menschen durch das Versprechen von Geldgeschenken ruhig zu stellen, sein neu gekaufter Jaguar wird jedoch angezündet und explodiert.

## Veröffentlichungsgeschichte
Der 1958 im englischen Original veröffentlichte Roman erschien erst 1975 auf Deutsch. 

## Ausgaben
- The Suffrage of Elvira. V.S. Naipaul, London 1958. (Erstausgabe)
- Wahlkampf auf karibisch. Oder: Eine Hand wäscht die andere. Übersetzt aus dem Englischen von Werner Peterich. Rowohlt Taschenbuch Verlag, Reinbek bei Hamburg, 1986. ISBN 978-3-499-15679-3.